# کریستینا گریمی
کریستینا ویکتوریا گریمی (انگلیسی: Christina Victoria Grimmie) (۱۲ مارس ۱۹۹۴ – ۱۰ ژوئن ۲۰۱۶) یک خواننده، ترانه‌سرا و نوازنده پیانو اهل ایالات متحده آمریکا بود. وی از سال ۲۰۰۹ تا ۲۰۱۶ میلادی مشغول فعالیت بود.
کریستینا گریمی با اجرای برنامه در مسابقه استعدادیابی تلویزیونی Voice در شبکه ان‌بی‌سی معروف شد. وی در سال ۲۰۱۴ در فصل ششم این مسابقه به مقام سوم رسید.
در تاریخ ۱۰ ژوئن ۲۰۱۶ پس از پایان کنسرتش در شهر اورلندو، فلوریدا درحالی که سرگرم امضا دادن به طرفدارانش بود، هدف گلوله قرار گرفت و به شدت مجروح شد و پس از انتقال به بیمارستان در روز ۱۱ ژوئن در سن ۲۲ سالگی درگذشت. ضارب که یک مرد ۲۷ ساله بود مورد حمله برادر این خواننده قرار گرفت‌ و بعد خود را کشت.
وی از تبار ایتالیایی و رومانیایی بود.